# Aaron Mauger
Aaron Joseph Douglas Mauger (Christchurch, 29 novembre 1980) è un ex rugbista a 15 e allenatore di rugby a 15 neozelandese, a lungo tre quarti centro dei Crusaders in Super Rugby e 45 volte internazionale per gli All Blacks.

## Biografia
Aaron Mauger proviene da una famiglia dedita allo sport: a parte suo fratello maggiore Nathan, che vestì la maglia degli All Blacks in due incontri senza valore di test match, sua madre è la sorella di Graeme e Stephen Bachop, entrambi internazionali per la Nuova Zelanda, mentre sua zia Sue Gardner, moglie di Stephen, fu giocatrice e allenatrice delle Black Ferns, la Nazionale femminile neozelandese di rugby a 15; da parte di padre, invece, è pronipote di Ivan Mauger, motociclista svariate volte campione del mondo di speedway.
Nel 1999 debuttò nella provincia rugbistica di Canterbury e, l'anno successivo, anche a livello di Super Rugby nelle file della franchise relativa dei Crusaders, con i quali vinse subito il Super 12 2000; nel novembre 2001 esordì negli All Blacks a Dublino contro l'Irlanda e nel 2003 si aggiudicò il terzo posto alla Coppa del Mondo.
Fino al 2007 conquistò, in totale, quattro titoli del Super Rugby e due campionati provinciali; la Coppa del Mondo di rugby 2007 in Francia fu la sua ultima serie di apparizioni internazionali, perché dalla stagione successiva si trasferì in Inghilterra al Leicester.
A Leicester Mauger si aggiudicò due titoli di Premiership consecutivi, l'ultimo dei quali nella stagione del ritiro: già a gennaio 2010 aveva espresso il desiderio di rientrare in Nuova Zelanda a fine stagione per tornare in corsa per un posto alla Coppa del Mondo di rugby 2011, ma un infortunio alla schiena lo costrinse invece al ritiro definitivo a fine marzo a soli trent'anni.
Nel 2013 entrò nello staff tecnico dei Crusaders come assistente di Todd Blackadder. A novembre 2014 firmò un contratto triennale con il Leicester per il ruolo di allenatore capo a partire dal 2015 e dopo due stagioni venne esonerato. Nell'agosto 2017 fu ingaggiato con un contratto triennale per guidare gli Highlanders a partire dal Super Rugby 2018.

## Palmarès

### Giocatore
- Super Rugby: 4
Crusaders: 2000, 2002, 2005, 2006
- National Provincial Championship: 2
Canterbury: 2001, 2004
- Premiership: 2
Leicester: 2008-09, 2009-10

### Allenatore
- Coppe Anglo-Gallesi: 1
Leicester: 2016-17